# Fondamente Nove
Le Fondamente Nove o Fondamenta Nuove, situate a cavallo dei sestieri di Cannaregio e di Castello, sono una lunghissima serie di fondamente che costituiscono il limite settentrionale della città di Venezia.

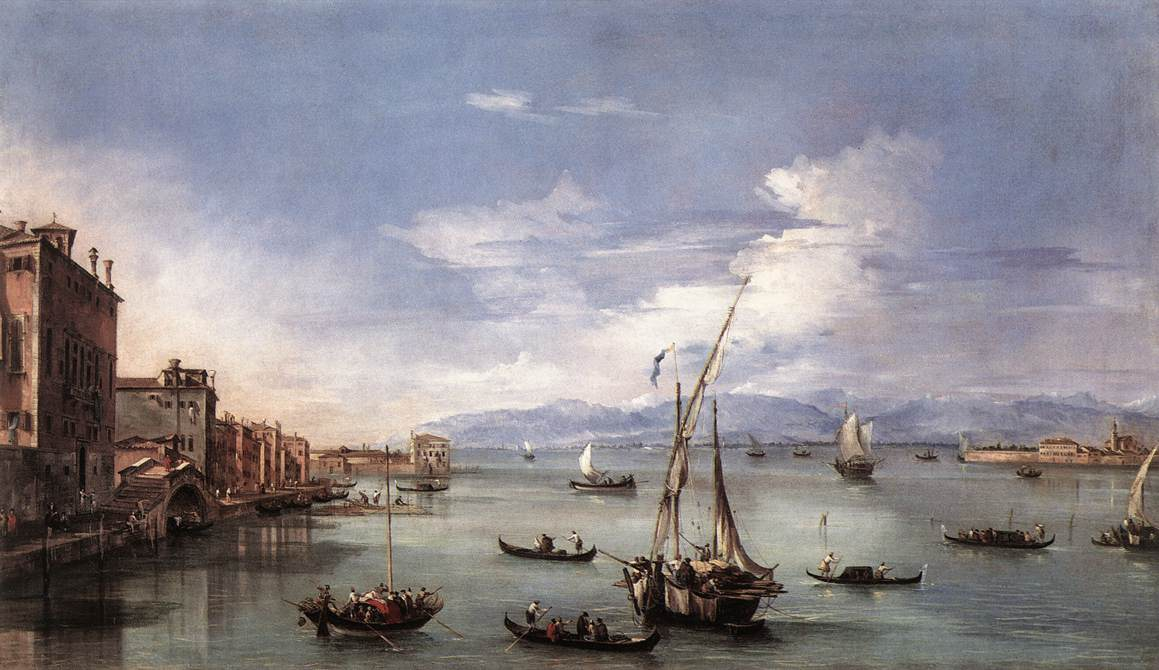
Francesco Guardi, La Laguna dalle Fondamente Nuove, 1759.

Lunghe all'incirca un chilometro, le Fondamente Nove furono realizzate nel Cinquecento in seguito all'interramento della fascia lagunare compresa tra la fine della Sacca della Misericordia e la zona di Santa Giustina. È del 1589 un decreto del Senato che stabilisce che venissero realizzate in pietra. Nella famosa pianta cittadina realizzata da Jacopo de' Barbari nel 1500 è possibile vedere infatti come il confine tra la città e la laguna fosse più arretrato di circa un centinaio di metri rispetto alla situazione attuale. Fu proprio in questa fascia bonificata e interrata che vennero costruite una serie di abitazioni, fatte poi terminare sulla lunga serie di fondamente che costeggiano la laguna verso nord. Prima di allora, come risulta sempre dalla pianta del de' Barbari, la zona era di tipo residenziale, caratterizzata da una sequenza di case con giardini che digradavano in laguna.
Il 20 dicembre 1766 una fortissima bufera devastò la parte settentrionale della città e fu necessario praticamente ricostruire tutta la fondamenta che da allora prese il nome attuale di Fondamente Nove.
Le Fondamente Nove si affacciano direttamente verso la parte nord della Laguna di Venezia, esattamente di fronte all'isola di San Michele, attuale cimitero monumentale cittadino, e all'isola di Murano. Fino a metà degli anni sessanta in occasione della ricorrenza del 2 novembre veniva costruito un ponte provvisorio di barche tra il Cimitero di San Michele e le Fondamente Nove, sul tipo di quello che tuttora viene installato tra la Fondamenta delle Zattere e l'isola della Giudecca in occasione della Festa del Redentore. Nel 2019, dopo un'assenza di quasi 70 anni, è stato ricostruito un ponte votivo provvisorio che collega le fondamenta al cimitero di San Michele.
Nelle giornate più limpide, da questa passeggiata è possibile ammirare sullo sfondo della laguna anche il panorama dell'intero arco dolomitico del Cadore. Era proprio per poter ammirare le sue montagne natali che in questa zona stabilì la sua residenza il grande pittore Tiziano Vecellio, dal 1531 fino alla morte nel 1576. La casa del pittore non è arrivata ai nostri giorni, al suo posto c'è una targa che ne ricorda l'ubicazione.
Attualmente le Fondamente Nove costituiscono anche il terminal di approdo delle linee di vaporetti che collegano la città di Venezia alle isole della parte settentrionale della Laguna.

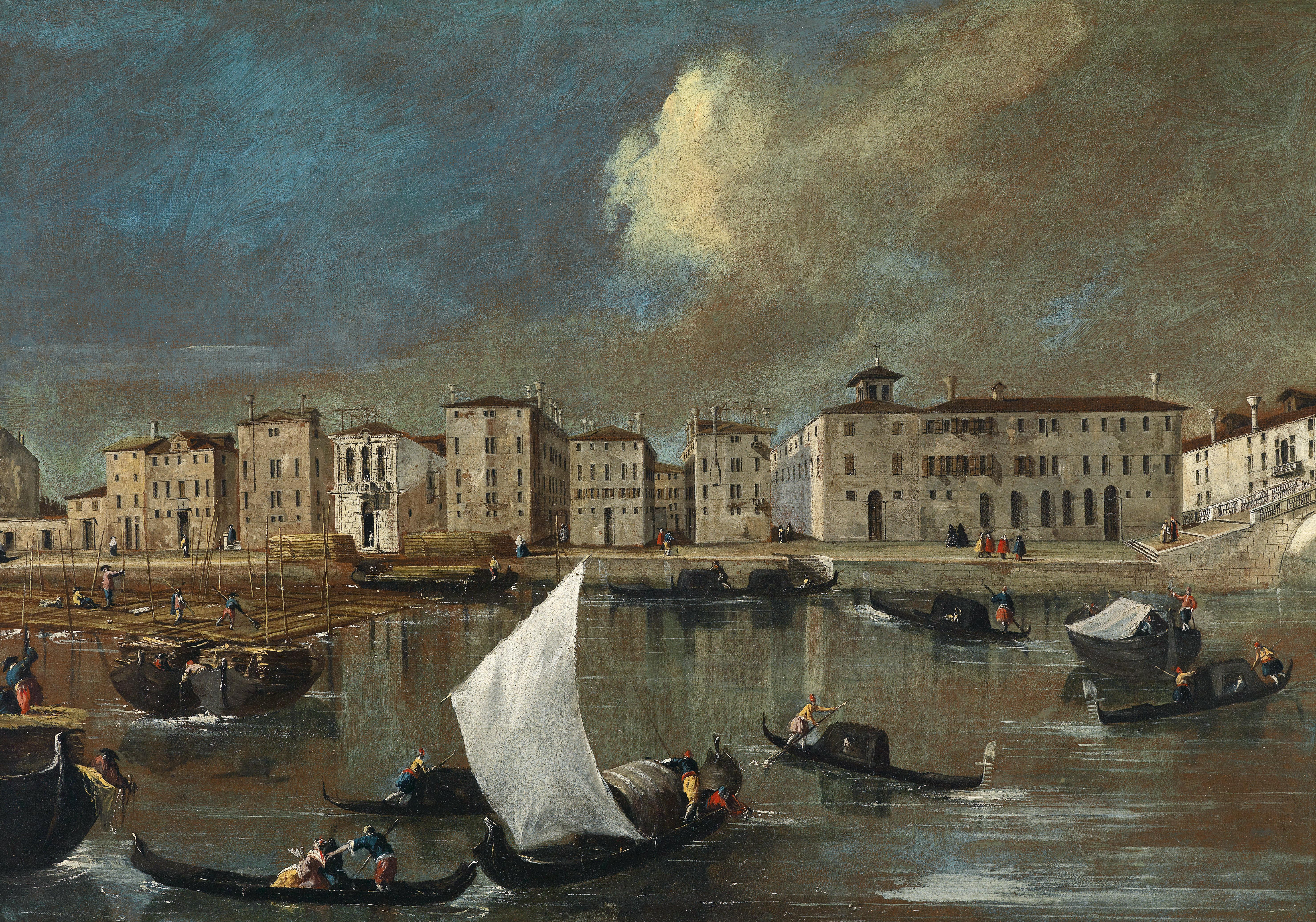
Apollonio Domenichini, Fondamento Nuovo, 1770.